# Font de les Basses (Castellcir)

La Font de les Basses, respecte del terme de Castellcir

La Font de les Basses, o Font del Coco, és una font del terme municipal de Castellcir, a la comarca del Moianès.
Està situada a 696 metres d'altitud, a l'esquerra del Torrent Mal, tot i que és la font de la qual es nodria la masia de les Basses, de l'altre costat del torrent. És al nord de la Baga de les Basses i de la masia de la Serradora. El seu accés es fa des de les Basses, travessant el Torrent Mal.
És una font de bassa, però no se n'exhaureix mai la deu. Rep el nom popular del mig coco que hi havia en aquest lloc per tal de poder veure del bassal d'aigua de la surgència de la font.